# Amstrad PC2286
El Amstrad PC2286 fue un ordenador personal compatible IBM AT sacado a la venta por Amstrad en febrero de 1989. Es parte de la gama PC2000, anunciada el 13 de septiembre de 1988 (Amstrad PC 2086, lanzado en noviembre de 1988, Amstrad PC 2386, lanzado en enero de 1989) Una revisión etiquetada Amstrad PC 1286 se lanzó destinada al mercado de grandes empresas. Se vende como equipo con dos lectores de disquete o equipado con disco duro de 40 MB (denominado PC2286/40 y rotulado así en la cubierta de la tercera bahía). Amstrad comercializaba 4 tipos de monitores VGA diferentes para la serie 2000 (12 pulgadas escala de grises, 14 pulgadas color, 12 pulgadas color alta resolución, 14 pulgadas alta resolución) y lo vende como un todo en uno fiel a su costumbre. Por ej en Francia (anuncio en revista Micro mag n.º 5, septiembre de 1989) :
- PC2286 DD 12 MD: 12990 FF
- PC2286 DD 14 CD: 14340 FF
- PC2286 DD 12 HRCD: 15640 FF
- PC2286 DD 14 HRCD: 16950 FF
- PC2286 HD 12 MD: 16590 FF
- PC2286 HD 14 CD: 17900 FF
- PC2286 HD 12 HRCD: 19200 FF
- PC2286 HD 14 HRCD: 20510 FF

Donde :
- DD : 2 unidades de disquete de 1,44
- HD : 1 unidad de disquete y disco duro de 40 MB
- 12 MD : monitor escala de grises Amstrad 12 MD
- 14 CD : monitor Amstrad 14 CD
- 12 HRCD : monitor Amstrad 12 HRCD
- 14 HRCD : monitor Amstrad 14 HRCD

## Detalles Técnicos
- CPU : Intel 80286 a 12,5 MHz de 16 bits con zócalo para un coprocesador Intel 80287
- ROM 64 KB
- Memoria RAM : 1 MB ampliable a 4 MB en placa madre.
- Tarjeta gráfica : chipset VGA Paradise PVGA1A incorporada en la placa madre, con 256 KB de VRAM
- Placa base diseñada por Amstrad con 4 ranuras ISA de 16 bits y una ranura ISA-XT
- Teclado QWERTY/QWERTZ/AZERTY IBM AT standar de 102 teclas tipo AT, con versiones regionales. y un tamaño acorde con la caja (475 x 35 x 200 mm). El conector DIN 5 está acodado.
- Soporte
  - Una o dos unidades de disquete interna de 3,5 pulgadas y alta densidad.
  - Disco duro : MFM/RLL compatible ST-506 opcional de 40 MB
  - Mediante tarjeta adaptadora SCSI, cualquier sistema de almacenamiento masivo con drivers para MS-DOS
- Entrada/Salida :
  - Puerto Amstrad Mouse DE-9 (como el del Amstrad PC1512)
  - Puerto de teclado AT con conector DIN 5
  - Conector de unidad externa de disco con toma DIN de alimentación
  - Puerto Monitor VGA
  - Puerto paralelo de Impresora DB-25
  - Puerto serie RS-232 DB-25
- Sistema operativo: MS-DOS 4.01 con Windows 2.1
- Carcasa : grande cuadrada ( 425 x 160 x 485 mm) en plástico crema y acero. Un bisel en el frontal sobre las tres bahías de 3,5 (la central para el disco duro, al menos dos ocupadas de serie). Una meseta con un hueco en la zona central para acomodar el monitor y, en su interior, alojamiento para cuatro pilas AA que mantienen la backup RAM. Un tercer bisel tras del hueco del monitor está ocupado por la tapa de acceso a los slots de ampliación situados en paralelo a la trasera (con los conectores de las placas mirando a la derecha). Esta tapa puede retirarse con presionar en dos muescas de la tapa. El resto de la carcasa superior puede retirarse mediante cuatro tornillos bajo tapas circulares en cada esquina. En el lateral izquierdo se encuentra el interruptor de encendido/apagado, una rueda de control de volumen, el conector de mouse Amstrad, el DIN 5 del teclado y una llave de seguridad circular. En el derecho un conector micro ribbon Centronics 36 (para las señales de datos; como el usado en las impresoras) un DIN de 4 pines (para la alimentación) y un conmutador interno/externo para conectar una unidad de disquete externa de 5,25 alimentada por el ordenador. A la derecha de estos, trampilla que oculta los conectores de las tarjetas de ampliación. En la trasera puertos VGA, serie y paralelo y conector de la alimentación.